# Jad ha-Szemona
Jad ha-Szemona (hebr.: יד השמונה) – moszaw położony w samorządzie regionu Matte Jehuda, w Dystrykcie Jerozolimy, w Izraelu.
Leży w górach Judzkich w odległości około 7 km na zachód od Jerozolimy, w otoczeniu moszawu Newe Ilan i miasteczka Kirjat Je’arim.

## Historia
Moszaw został założony w 1971 przez chrześcijan z Finlandii, jako gest solidarności z państwem Izraela. Nazwa została wzięta od ośmiu żydowskich uchodźców, którzy w 1938 uciekli z nazistowskiej Austrii do Finlandii. Jednak fiński rząd, współpracując z nazistami, przekazał w 1942 uchodźców w ręce gestapo. Siedmiu z nich zginęło w obozie koncentracyjnym Auschwitz-Birkenau.

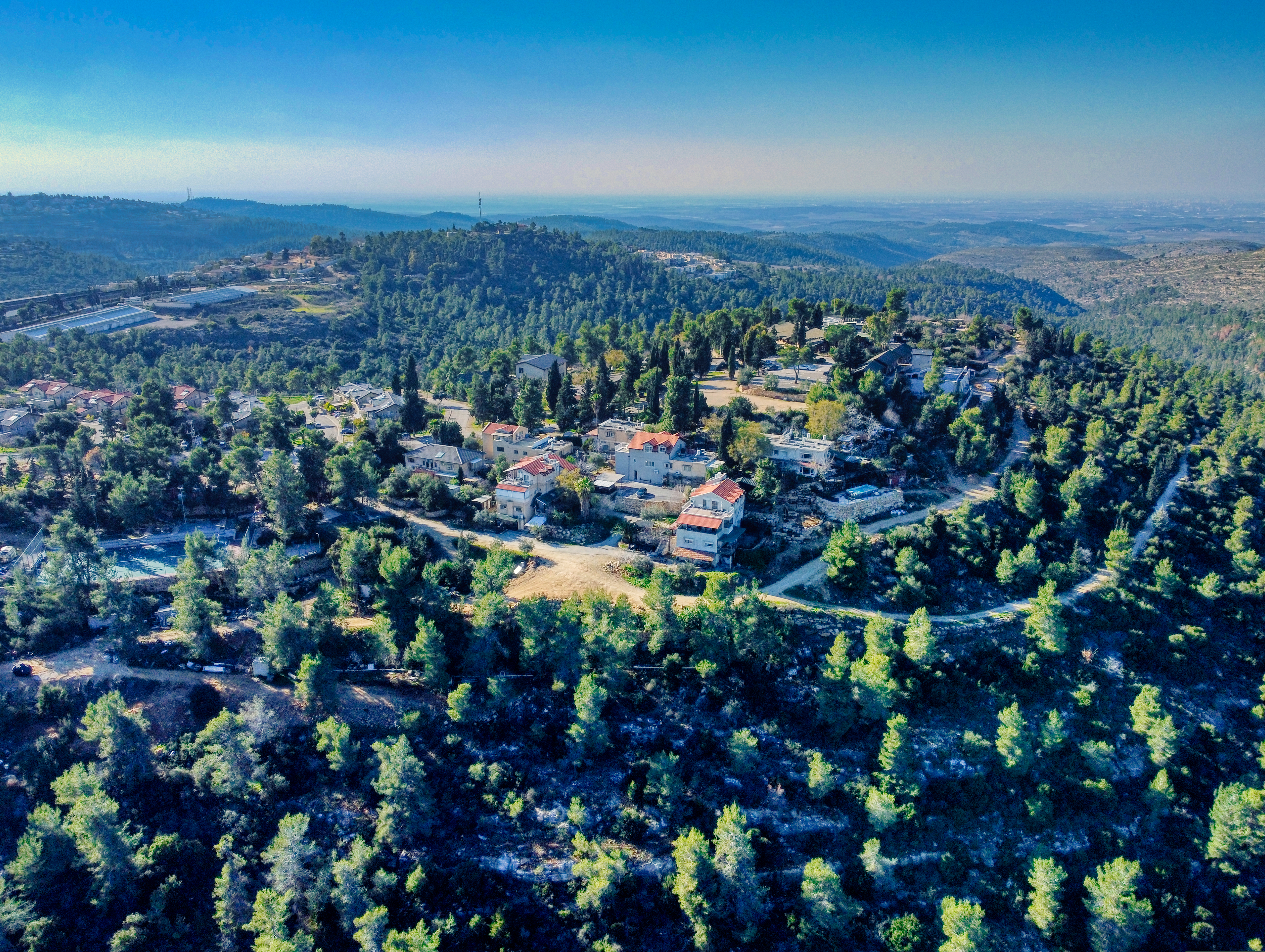
Jad ha-Szemona

## Gospodarka
Gospodarka moszawu opiera się na ogrodnictwie (winnice, oliwki i figowce) oraz turystyce. Tutejsze pensjonaty oferują przyjezdnym alternatywne wakacje wśród malowaniczych wzgórz Judei. Położony na stoku wzgórza Ogród Biblijny ukazuje gościom zwyczaje Izraelitów z czasów biblijnych. Znajdują się tutaj drzewka oliwne i prasa, winorośle i kilka pras, pole pszenicy i klepisko, rekonstrukcja starożytnej synagogi, jaskinia pogrzebowa, namioty beduińskie oraz wieża strażnicza.

## Komunikacja
Na południe od moszawu znajduje się centrum firmy telekomunikacyjnej Globus Group Ltd., przy którym krzyżują się drogi nr 4115 z drogą nr 425 , którą jadąc na południe dojeżdża się do węzła drogowego z autostradą nr 1  (Tel Awiw-Jerozolima), natomiast jadąc na wschód dojeżdża się do miasteczka Kirjat Je’arim.